# Melomys cooperae
Melomys cooperae és una espècie de mamífer rosegador de la família dels múrids. Es va descriure el 1995 a partir d'espècimens trobats a l'illa de Yamdena a Indonèsia. No s'han trobat més exemplars d'aquesta espècie, per la qual cosa se'n sap ben poc. La UICN té "Dades insuficients" sobre l'espècie.
Són rosegadors de petites dimensions, amb una llargada de cap a gropa de 112,7 a 139,5 mm, una cua de 139,7 a 170 mm i un pes de fins a 96m5 g. Les parts superiors són de color marró canyella, amb reflexos negrosos al nas i al front, i les galtes són blanques. Tenen anells negrosos al voltant dels ulls. Les parts ventrals, les parts interiors de les extremitats i la part del darrere de les cames són blanques. Les orelles són curtes i de color canyella. La cua és més llarga que el cap i el cos, i és de color gris lavanda a la part de dalt i gris pàl·lid a la de sota.